# Joeri Malysjev (roeier)
Joeri Aleksandrovitsj Malysjev (Russisch: Юрий Александрович Малышев) (Chimki, 1 februari 1947) is een Sovjet-roeier. Malysjev behaalde zijn grootste succes met het winnen van olympisch goud tijdens de Olympische Zomerspelen in 1972. Malysjev nam nooit deel aan een Wereldkampioenschap roeien.

## Resultaten
- Olympische Zomerspelen 1972 in München  in de skiff

1900: Hermann Barrelet ·
1904: Frank Greer ·
1908: Harry Blackstaffe ·
1912: William Kinnear ·
1920: John B. Kelly, Sr. ·
1924: Jack Beresford ·
1928: Henry Pearce ·
1932: Henry Pearce ·
1936: Gustav Schäfer ·
1948: Mervyn Wood ·
1952: Joeri Tjoekalov ·
1956: Vjatsjeslav Ivanov ·
1960: Vjatsjeslav Ivanov ·
1964: Vjatsjeslav Ivanov ·
1968: Jan Wienese ·
1972: Joeri Malysjev ·
1976: Pertti Karppinen ·
1980: Pertti Karppinen ·
1984: Pertti Karppinen ·
1988: Thomas Lange ·
1992: Thomas Lange ·
1996: Xeno Müller ·
2000: Robert Waddell ·
2004: Olaf Tufte ·
2008: Olaf Tufte ·
2012: Mahe Drysdale ·
2016: Mahe Drysdale ·
2020: Stefanos Douskos ·
2024: Oliver Zeidler